# Rionero Sannitico
Rionero Sannitico (im lokalen Dialekt: Rrunìr; bis 1864 einfach Rionero) ist eine italienische Gemeinde (comune) mit 958 Einwohnern (Stand 31. Dezember 2023) in der Provinz Isernia in der Region Molise. Die Gemeinde liegt etwa 14,5 Kilometer nordnordwestlich von Isernia und grenzt unmittelbar an die Provinz L’Aquila (Abruzzen). 

## Verkehr
Durch die Gemeinde führen die Strada Statale 17 dell’Appennino Abruzzese e Appulo Sannitica von Foggia nach Antrodoco und die Strada Statale 652 di Fondo Valle Sangro von Cerro al Volturno nach Fossacesia.